# Mucuna pallida
Mucuna pallida là một loài thực vật có hoa trong họ Đậu. Loài này được Cordem. miêu tả khoa học đầu tiên.